# Trompe-l'œil (album)
Pour les articles homonymes, voir Trompe-l'œil (homonymie).
Albums de Malajube
Le compte complet Labyrinthes
Trompe-l'œil est le deuxième album du groupe de rock indépendant québécois Malajube, sorti en 2006 sur le label Dare To Care Records. Malajube a remporté, au gala ADISQ 2006, pour cet album, le prix Félix pour Révélation de l’année et, à l’Autre Gala ADISQ, toujours en 2006, les prix Félix pour Album Alternatif de l’année et la Pochette de l’année. De plus, l'album a reçu trois nominations aux Junos Awards 2007
On peut noter les participations de Pierre Lapointe sur la chanson Montréal -40°C et de Loco Locass sur la chanson La Russe, mais aussi des membres de Les Trois Accords et du groupe The Dears sur l'album.

## Pistes de l'album
Les notes entre parenthèses et en italique à la suite des noms de pistes, sont des sous-titres des chansons donnés par le groupe dans le livret de l'album.
| 1.    | Jus de canneberges (infection urinaire)   | 0:58  |
| 2.    | Montréal -40°C (rhume de sinus)           | 3:19  |
| 3.    | Pâte filo (fissure)                       | 3:44  |
| 4.    | Le crabe (cancer)                         | 4:43  |
| 5.    | La monogamie (polygamie)                  | 4:56  |
| 6.    | Ton plat favori (chirurgie)               | 2:32  |
| 7.    | La russe (syndrome gilles de la tourette) | 1:45  |
| 8.    | Fille à plumes (hallucinations)           | 3:42  |
| 9.    | Casse-cou (schizophrénie)                 | 4:06  |
| 10.   | Étienne d'août (la mort)                  | 5:27  |
| 11.   | St-Fortunat (bipolarité)                  | 3:45  |
| 12.   | La fin                                    | 10:52 |
|       | Le Grand Gallion (morceau caché)          |       |
| 49:50 |                                           |       |